# Ядерність
Ядерність (англ. nuclearity, рос. ядерность) — у хімії координаційних сполук — число центральних атомів у окремій координаційній частинці, сполучених містковими лігандами чи зв'язками метал-метал. Відомі такі типи сполук: двоядерні, триядерні, чотириядерні, поліядерні і таке інше.